# Nipponotusukuru enzanensis
Nipponotusukuru enzanensis là một loài nhện trong họ Linyphiidae.
Loài này thuộc chi Nipponotusukuru. Nipponotusukuru enzanensis được miêu tả năm 2001 bởi Kendo Saito & Ono.